# Johann Schobert
Pour les articles homonymes, voir Schobert.
Johann Schobert est un compositeur et claveciniste du XVIIIe siècle mort à Paris le 28 août 1767. Sa date de naissance est probablement 1735 (bien que diverses dates entre 1720 et 1740 soient également proposées). Quant à son lieu de naissance, les sources divergent, évoquant tour à tour la Silésie, Strasbourg, Nuremberg ou Mannheim.  

## Biographie
On ne sait rien de lui avant qu'il s'installe à Paris en 1761 pour se mettre au service du Prince de Conti. Johann Schobert épouse peu après une Française avec qui il a deux enfants. 
Il fait éditer ses œuvres, composant de nombreuses sonates pour clavecin (parfois accompagnés d'un violon obligé ou ad libitum) dans le style galant, qui influenceront beaucoup le jeune Mozart pour ses propres sonates et concertos. Une tentative ratée à l'opéra comique, Le Garde-Chasse et le Braconnier, le détourne de ce genre : il revient ensuite à la musique de clavier, dont il est un grand virtuose et qui lui vaut des succès faciles. Il signe également des partitions de musique de chambre (quatuors, trios et sonates pour cordes et instrument à clavier - clavecin ou pianoforte) et des « sinfonies ».
Il meurt, avec sa femme et l'un de ses enfants, ainsi qu'un ami médecin, empoisonné par des champignons cueillis au Pré-Saint-Gervais près de Paris.

## Compositions

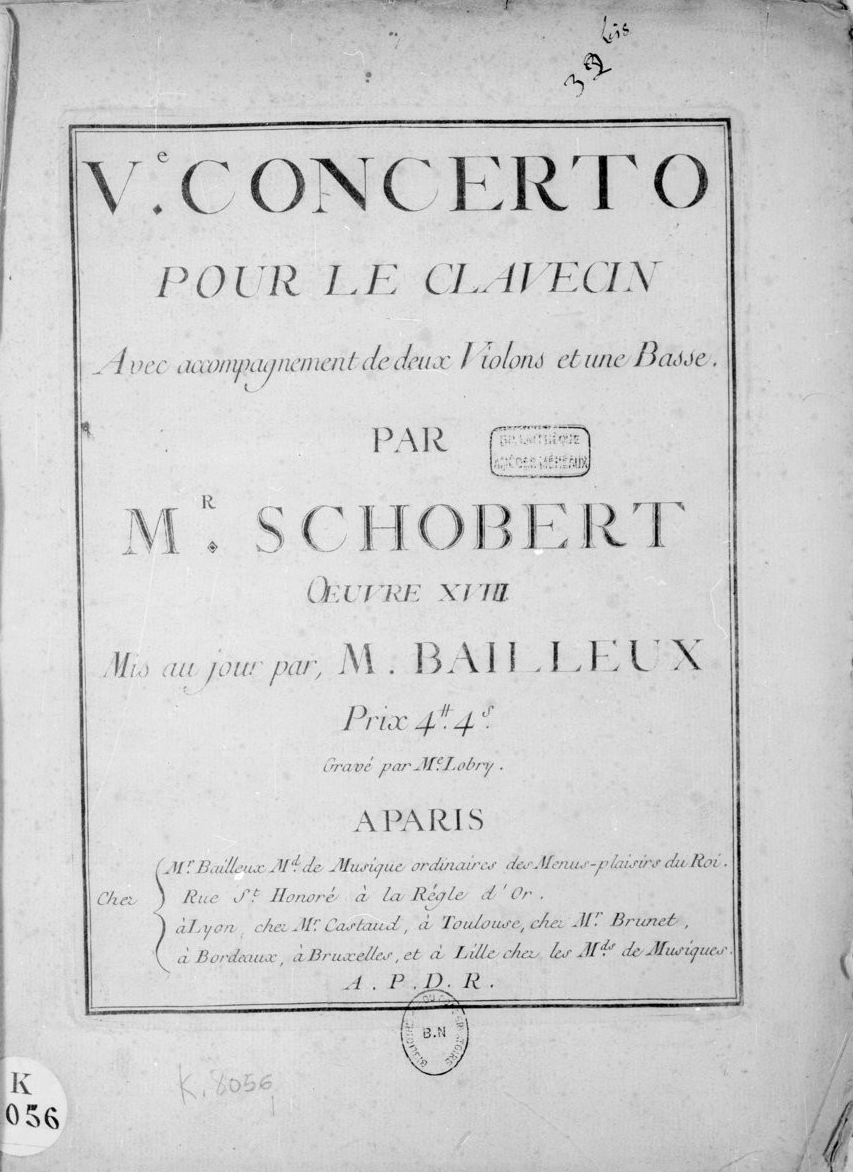
Page de titre du Concerto pour clavecin, op. 18 de J. Schobert (édition Bailleux, Paris 1776).

- op. 1 : 2 sonates pour clavecin avec violon ad libitum
- op. 2 : 2 sonates pour clavecin avec violon obligé
- op. 3 : 2 sonates pour clavecin avec violon ad libitum
- op. 4 : 2 sonates pour clavecin
- op. 5 : 2 sonates pour clavecin avec violon ad libitum
- op. 6 : 3 sonates en trio pour clavecin, violon et violoncelle ad libitum
- op. 7 : 3 sonates en quatuor pour clavecin, 2 violons et violoncelle ad libitum
- op. 8 : 2 sonates pour clavecin avec violon obligé
- op. 9 : 3 « sinfonies » pour clavecin, violon et 2 cors ad libitum
- op. 10 : 3 « sinfonies » pour clavecin, violon et 2 cors ad libitum
- op. 11 : Concerto I pour clavecin, 2 violons, viole, violoncelle, 2 cors ad libitum
- op. 12 : Concerto II pour clavecin, 2 violons, viole, violoncelle, 2 hautbois, 2 cors ad libitum
- op. 13 : Concerto III pastorale pour clavecin, 2 violons, 2 cors ad libitum, viole, violoncelle
- op. 14 : 6 sonates pour clavecin avec violon ad libitum (no 1 avec violon et viole ad libitum)
- op. 15 : Concerto IV pour clavecin, violon et 2 cors ad libitum
- op. 16 : 4 sonates pour clavecin, violon et violoncelle obligé
- op. 17 : 4 sonates pour clavecin avec violon obligé
- op. 18 : Concerto V pour clavecin et 2 violons obligés
- op. 19 : 2 sonates pour clavecin ou pianoforte, avec violon obligé (posthume, attribution incertaine)
- op. 20 : 3 sonates pour clavecin avec violon obligé (probablement de T. Giordani)

## Discographie
- Quatuors op. VII no 2 et op. XIV no 1, Trios op. XVI no 1 et 4, Sonates op. XIV no 4 et 5 ; Luciano Sgrizzi (pianoforte), Ensemble 415, dir. Chiara Banchini, CD Harmonia Mundi (1989)
- Trios op. XVI - Concerto Rococo ; Jean-Patrice Brosse, clavecin ; Alice Piérot, violon ; Paul Carlioz, violoncelle, CD Vérany PV 791042 (13-14 décembre 1990)
- Sonates en Quatuors op. VII et XIV par Jean-Patrice Brosse et le Concerto Rococo, CD Vérany (1997)
- Sinfonies au salon, Quatuors op. 7 no 2 et 3 ; op. 14 no 1 ; « Sinfonie », op. 9 no 2 ; Sonates op. 6 no 3 ; op. 17 no 2a ; Martin Gester, pianoforte et clavecin, Arte dei Suonatori, CD Ligia Digital (2018)
- Fortepiano Concertos de Johann Schobert, Johann Samuel Schroeter et Jan Ladislav Dussek, par l'ensemble Musica ad Rhenum avec Fania Chapiro au piano-forte

## Édition en fac similé
- Sonates op. I, II, III, XVII par Jean-Patrice Brosse (Fuzeau)
- Sonates en quatuor op. VII par Jean-Patrice Brosse (Fuzeau)